# فرودگاه انداکومب
فرودگاه انداکومب (به انگلیسی: Andakombe Airport) یک فرودگاه باربری با کد یاتا ADC است . این فرودگاه در کشور پاپوآ گینه نو قرار دارد و در ارتفاع ۳ متری از سطح دریا واقع شده است.